# Architekturgeschichte

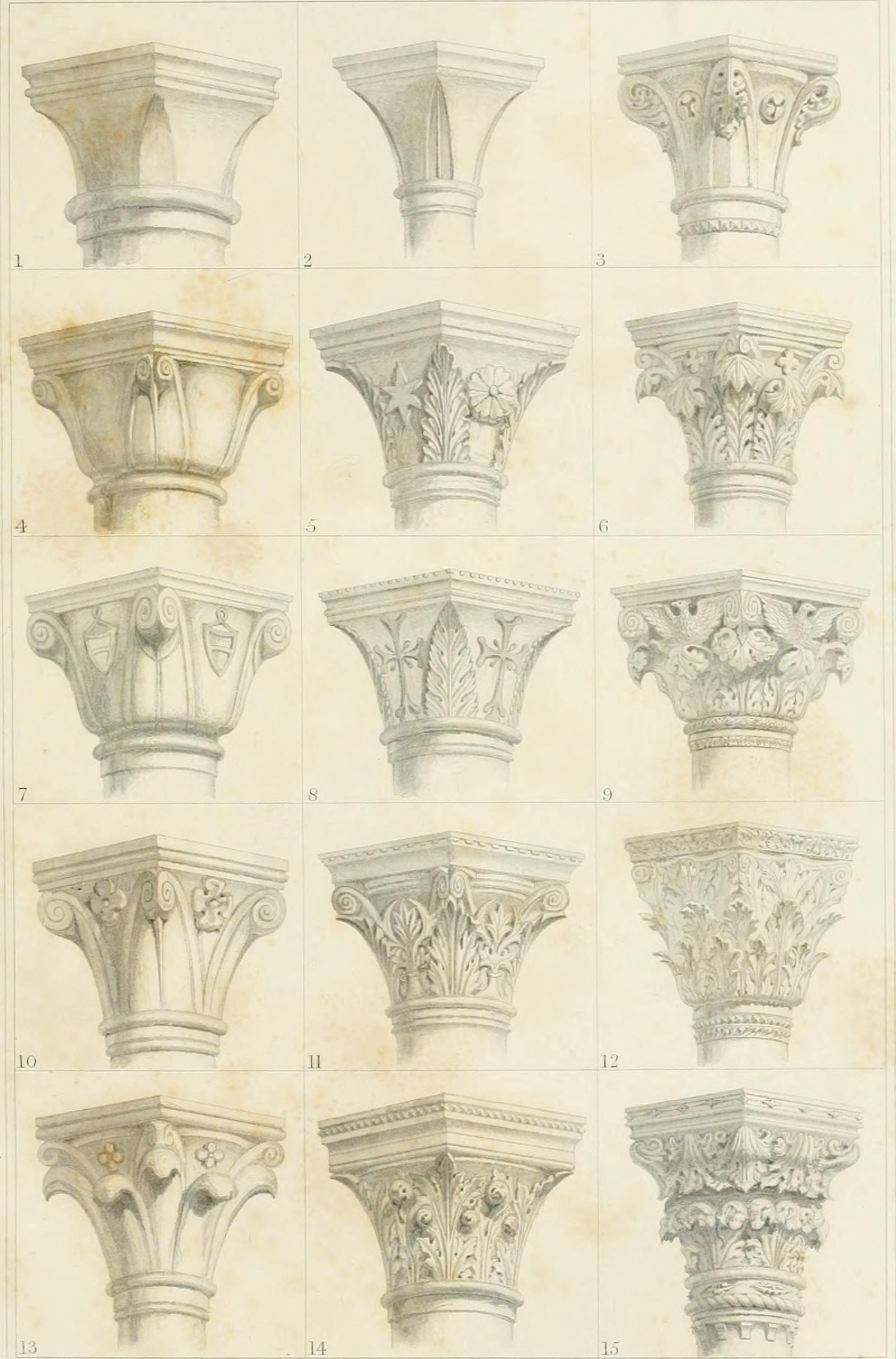
Abbildung von 1851 in John Ruskins Architekturgeschichte von Venedig: The Stones of Venice

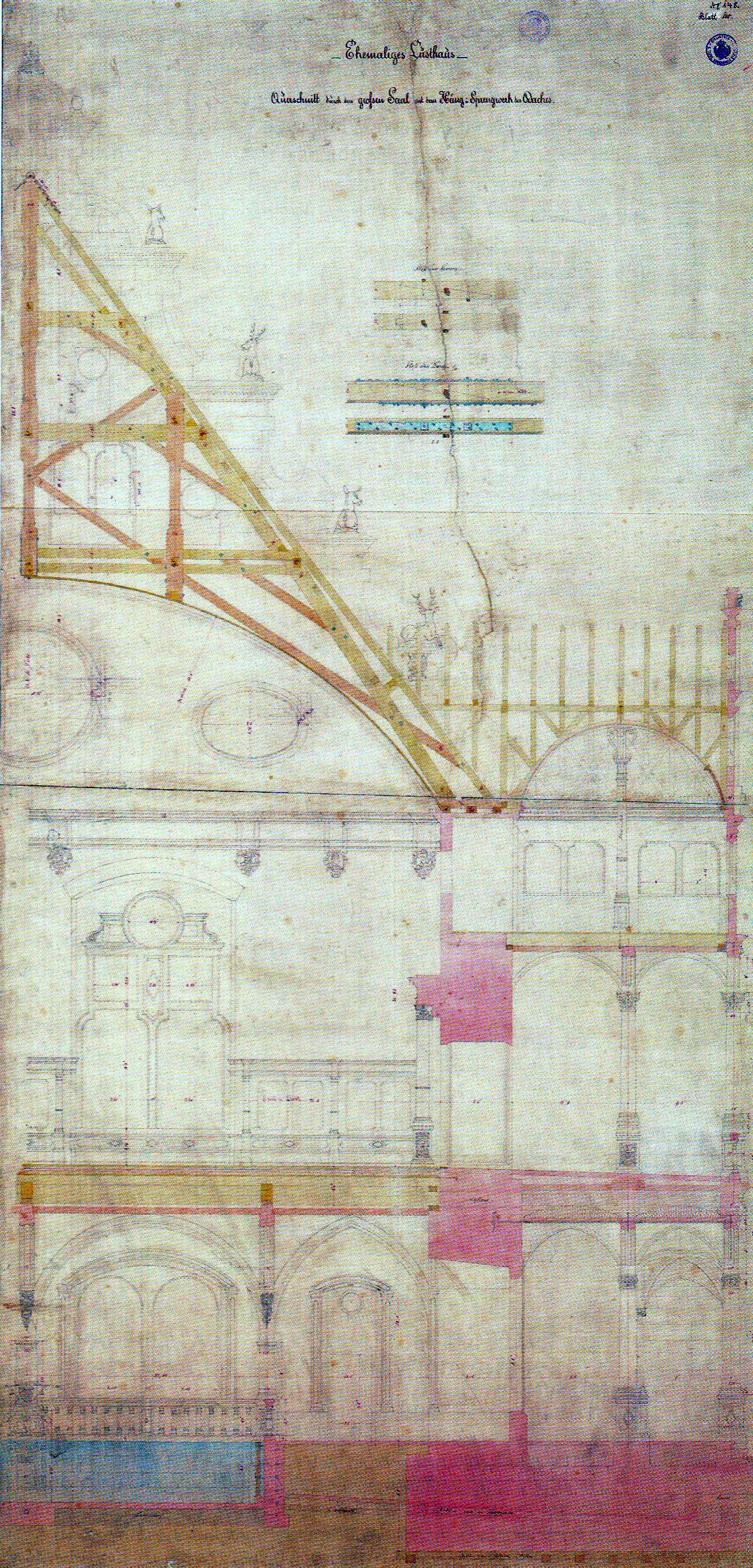
Bauaufnahme einer historischen Architektur 1845 (Neues Lusthaus in Stuttgart)

Die Architekturgeschichte ist eine geisteswissenschaftliche Disziplin, die Architektur und die gebaute Umwelt in ihrer historischen Dimension analysiert. Sie ist traditionell Gegenstand der Kunstgeschichte und der Architekturfakultäten und überschneidet sich in Teilen mit der Baugeschichte. Die Architekturgeschichte umfasst das breite Spektrum vom Entwurf über Bau und Konstruktion bis zur architektonischen Überlieferung im weitesten Sinn. Architekturgeschichte interessiert sich für materielle und stilistische, mediale und wahrnehmungstheoretische Fragen genauso wie für die soziale, politische und gesellschaftliche Dimension der Architektur. Die (historische) Architekturtheorie und die Geschichte der Denkmalpflege sind ebenfalls Gegenstand der Architekturgeschichte, die ferner zu den Critical Heritage Studies beiträgt.

## Forschungsgegenstände
Architekturgeschichte erforscht die Geschichte der Architektur, also der Bauwerke, ihrer Medien (Architekturzeichnungen, Modelle, Renderings), der Architekturtheorie und des Diskurses um Architektur, wie auch des Städtebaus und der Siedlungsgeschichte. Denn auch wenn die Stadtbaugeschichte ein eigener Zweig der Architekturgeschichte ist, so kann eine Architekturgeschichte doch nie ohne die städtebauliche Dimension auskommen.

## Interesse
Da jede Zeit, jedes Land und jede Region ihre eigene Ausformung von Architektur hat, möchte die Architekturgeschichte diesem Phänomen auf die Spur kommen. Sie bestimmt die jeweiligen personenbezogenen, örtlichen und zeitlichen Faktoren, die bei der Errichtung eines Bauwerks, oder, auf höherer Ebene, im Charakter einer Periode oder Epoche hineinspielen. Ziel dabei ist, den kulturgeschichtlichen Stellenwert der Architektur innerhalb des gesellschaftlichen Kontextes zu verstehen.
Im 19. Jahrhundert hat sich die Architekturgeschichte sowohl als Teil der sich akademisch formierenden Fächer Kunstgeschichte und Archäologie als auch als Fach der Architektenausbildung etabliert. Aus dieser mehrteiligen Genese folgen auch unterschiedliche Definitionen und Praxisschwerpunkte, die als Teil verschiedener Fachdiskurse verstanden werden können. So wird z. B. innerhalb der Kunstgeschichte und Archäologie die Architekturgeschichte als gattungsbezogene Schwerpunktbildung analog zu Gattungen der bildenden Kunst wie Malerei, Zeichnung oder Skulptur aufgefasst. In der Kunstgeschichte und Archäologie dominierte lange Zeit eine stilgeschichtliche Methodik, die als ein wesentliches Ziel die Formulierung und geisteswissenschaftliche Interpretation von sogenannten Epochenstilen verfolgte, und die Bautypologie. Für die Neuzeit werden außerdem besonders Werkkomplexe bedeutender Architekten wie z. B. Andrea Palladio rekonstruiert und erforscht. Die Ikonografie beschäftigt sich mit der Analyse der Bildprogramme von Bauten im Kontext ihres Anbringungsortes und ihrer baubezogenen Formgebung, z. B. bei Figurenportalen mittelalterlicher Kirchen.
Auch die Geschichtswissenschaft hat sich intensiv mit den historischen Aspekten von Architektur wie Besitzergeschichte, Funktionen, soziale und politische Bedeutung der Bauten beschäftigt.
Oft wurden dabei die jüngsten Epochen als Objekte der Forschung ausgeklammert. Seit den 1980er Jahren hat sich zunächst innerhalb der Denkmalpflege und bald auch darüber hinaus der Gedanke durchgesetzt, alle Epochen, und so auch die der Moderne und Nachkriegsmoderne objektiviert zu sehen, und nicht etwa eine von ihnen zu diskriminieren, indem man ihr die Geschichtlichkeit abspricht.

## Methodik
Wie die Architektur in ihrer alltäglichen Praxis und ihrer gesellschaftlichen Wahrnehmung sich in einer Mittlerrolle zwischen Kunst und Funktion befindet, wendet auch die Architekturgeschichte sowohl Methoden der Kunstwissenschaft, wie auch der Geschichtswissenschaft, Technik, der Technikgeschichte und der Soziologie an. Konkret kann kein Bauwerk vollständig verstanden werden, ohne dass der gestalterische Aspekt, zum Beispiel die Gestaltung der Gliederung, die Kombination der Materialien etc., die Funktionen und die Bedeutungen zusammen mit dem technischen Aspekt gesehen wird.
Zu den technischen Aspekten gehören etwa Tragwerkstechnik, Materialherstellung, -verfügbarkeit und -beschaffenheit. Insbesondere die Konstruktionstechniken bilden ein zentrales Unterscheidungsmerkmal der verschiedenen Zeiten, hängt mit ihnen doch immer auch die konkrete Ausbildung der Bauwerke zusammen. Diese Sichtweise ist eine der Moderne, sie ist jedoch ebenso bei Vitruv in der Antike oder Andrea Palladio anzutreffen. Erst spät wurde eine systematische Analyse der funktionalen und bedeutungstragenden Aspekte der Bauten in die Architekturgeschichte integriert, da hier über die älteren Ansätze der gestalterischen und technischen Analyse hinausgegangen werden musste und eine interdisziplinäre Annäherung an die Geschichtswissenschaften und neuere Fächer wie die Soziologie und Semiotik stattfand.
Die Arbeitsweise des Architekturhistorikers lässt sich daher wie folgt beschreiben:
Häufig geht die Architekturgeschichte entweder von einer konkreten Bauanalyse aus, ohne den historischen Kontext unmittelbar zu berühren, oder von einer Rekonstruktion größerer geschichtlicher Zusammenhänge wie z. B. dem Wandel von Stilvorstellungen, von funktionalen Anforderungen oder intendierten Bezügen zu anderen Bauten. Je nach Ansatz und Fragestellung wird im Deutschen zwischen Baugeschichte und Architekturgeschichte unterschieden. Die Architekturgeschichte tendiert dabei zu einem mehrgleisigen Vorgehen und beschränkt sich aufgrund ihrer geisteswissenschaftlichen Prägung und ihres Anspruch zur Erarbeitung von historischen Synthesen („Geschichte der Architektur“) nicht auf eine Fokussierung auf ein Einzelgebäude.
Für die Einzelanalyse, die stärker mit dem Begriff Baugeschichte und Historische Bauforschung verbunden wird, heißt das, dass man zunächst dokumentiert, beschreibt und beurteilt, wie an dem Bau mit Material, Konstruktion, Funktion, Raum, Dekoration, Farbe etc. umgegangen wird. Es wird eine zeichnerische oder fotografische Dokumentation angefertigt oder mit älteren Bauaufnahmen gearbeitet. Sprachliche Beschreibungen werden erarbeitet. Diverse analytische Methoden dienen der Unterscheidung relativer Bauphasen und der Erarbeitung einer absoluten Datierung. Für die Rekonstruktion größerer historischer Entwicklungen müssen die umfangreiche Forschungsliteratur und die Überblicksdarstellungen möglichst ausgreifend ausgewertet und kritisch beurteilt werden.
Der zweite Schritt, der manchmal auch vorher erfolgt, ist die Suche nach Bild- und Schriftquellen und sonstigen Aussagen zu dem Einzelgebäude, z. B. in Archiven, Bibliotheken und Bauämtern, die Befragung von Zeitzeugen und Bewohnern. Auch die Lektüre einschlägiger Publikationen gehört dazu. Schließlich muss das Umfeld analysiert werden, in dem das Bauwerk steht.
Die Ergebnisse der beiden Schritte werden in einen örtlichen, persönlichen und historischen Kontext gebracht: Der Zusammenhang der Bauherrenintention und seiner sozialen Stellung etc., ebenso die Architektenpersönlichkeit und schließlich die Zusammenhänge, in denen Materialien und Techniken jeweils stehen. Das Bauwerk kann so schließlich in seinen Bezügen verstanden werden, die zu seiner spezifischen Ausprägung führten. Die Zusammenschau vieler solcher Einzelanalysen führt zum Verständnis der Bezüge, in denen eine Periode oder Epoche der Architekturgeschichte mit ihrer spezifischen Ausprägung steht.

## Diskurs um Methodik und Abgrenzung
Architekturgeschichte entspricht einer gesellschaftlichen Aufgabe. Zur inhaltlichen Abgrenzung und Methodik haben jedoch sowohl Fachvertreter als auch Vertreter verschiedener akademischer Disziplinen unterschiedliche Auffassungen geäußert.
Ein Hintergrund der Auseinandersetzung ist der Streit, ob Architektur eine (bildende) Kunst oder eine Ingenieurleistung ist, der vor allem im Bereich der Architekturausbildung und zeitgenössischen Architekturtheorie geführt wurde. Historisch ist diese Aufteilung im Laufe der frühen Neuzeit entstanden; vorher war sie unbekannt. Die Zuordnung zur (Bau-)Kunst oder zum Ingenieurwesen führt fallweise dazu, dass die Architekturgeschichte entweder als Teil der Kunstgeschichte angesehen wird oder als Fach der Technikgeschichte bzw. konkret dem jüngeren Fach der Bautechnikgeschichte zugeordnet wird. Der Umgang mit dem Forschungsgegenstand wird also durch Vorgaben einzelner Fachtraditionen bestimmt und lässt sich logisch nicht auflösen. 2005 wurde bei einer der Einführungsreden des Kunsthistorikertages die für die Kunstgeschichte typische Auffassung geäußert, Architekturgeschichte solle sich nicht als eigenes Fach benennen. Hier kam auch die für die ältere Kunstgeschichte typische Auffassung zum Tragen, Architekturgeschichte könne sich auf die Untersuchung von künstlerischen Aspekten beschränken. In der Architektenschaft gibt es die Position, Architekturgeschichte sei kein eigenes Fachgebiet, sondern Teil der Architekturlehre. Der Kölner Kirchenbaumeister Rudolf Schwarz vertrat beispielsweise 1953 die Auffassung, Architekten sollten sich mit der Architekturgeschichte keine „überzählige Geisteswissenschaft ins Bett“ legen lassen. Schwarz glaubte, Architekten selbst sollten die Architekturgeschichte erforschen, und wollte keine Vertiefung in einer akademischen Geisteswissenschaft. Die Unterschiedlichkeit solcher Positionen verdeutlichen die unterschiedliche Gewichtung, die einzelnen Methoden und Fragestellungen zugewiesen wird und können als Materialisation unterschiedlicher Paradigma oder Denkweisen verstanden werden.
Von diesen integrierenden Auffassungen hebt sich die Position ab, dass Architekturgeschichte ein eigenständiges Fach mit einem komplexen methodischen Repertoire sei. In diesem Sinn bemüht sich Architekturgeschichte, technische, künstlerische, kulturhistorische und biographische Aspekte zu berücksichtigen, um zu einem angemessenen Verständnis des Kulturphänomens Architektur zu gelangen und eine eigene Geschichte der Architektur zu schreiben. Indizien einer solchen Auffassung sind z. B. das Vorhandensein eigener Lehrstühle, eigener Museen und themenbezogener Fachzeitschriften und einer eigenen Fachgemeinschaft.

## Geschichte
Man könnte bereits den römischen Architekten Vitruv mit seinem Buch „De architectura libri decem“ oder etwa die Renaissanceliteraten Alberti und Palladio als Architekturhistoriker bezeichnen, wobei jedoch der Unterschied zur modernen Architekturgeschichte des 19. und 20. Jahrhunderts ins Auge fällt: Die älteren Theoretiker der Renaissance haben ihre Werke hauptsächlich im Sinne einer Sammlung von Mustern gesehen, die sie interpretieren, um darauf ihre eigene Architekturtheorie zu stützen. Vitruvs Traktat dagegen ist kein Musterbuch und das einzige überlieferte architekturgeschichtliche Lehrbuch der Antike und konnte sich im Mittelalter in vielen Abschriften erhalten. Der Architekt und Militäringenieur berief sich auf die Lehre der „Alten“, womit nicht nur die Griechen gemeint waren. Für Vitruv bildeten die sogenannten „syngraphai“ und „praecepta“ – Baubeschreibungen und Musterentwürfe – der griechischen Architekten die wichtigste Quelle für sein „neuartiges Lehrbuch“ (Vitruv 1.praef.2). Die „Zehn Bücher über Architektur“ hatte er Kaiser Augustus gewidmet und wendeten sich sowohl an potentielle Bauherren, wie auch an Architekten und Bauunternehmer. Mit dem Aufkommen des Buchdruckes fand die vitruvianische Entwurfslehre – sie beruhte auf einem Grundmaß/Modulus – seit der Renaissance in oft missverstandenen Interpretationen in Europa eine weite Verbreitung.
Die Anfänge der architekturgeschichtlichen Forschung  liegen jedenfalls im Interesse der italienischen Renaissancearchitekten an der antiken Architektur besonders der Stadt Rom, die sie zeichneten, vermaßen und analysierten, um Vorbilder für ihre eigenen Werke zu gewinnen. Im 18. Jahrhundert suchten europäische Bildungsreisende im Zuge ihrer Grand Tour die Kunststätten Italiens auf und beschrieben die dortigen architektonischen Meisterwerke, wobei sich das Augenmerk vornehmlich auf Antike und Neuzeit als vorbildliche Stilepochen konzentrierte.
Im Kontext der Wiederentdeckung antiker Architektur (wie Pompeji in den 1750ern, oder Troja 1873), wurde antike Architektur über den bisherigen Kanon hinaus greifbar. Vereinzelt traten aber auch schon die großen Kathedralen des Mittelalters nördlich der Alpen in den Blick, die als Objekte der lokalen oder nationalen Geschichte und als technische Meisterwerke bewundert werden. In Frankreich, England und Deutschland sah man den „gotischen“ Stil als nationale Errungenschaft an. Nachdem mit dem Ende des Klassizismus die Antike als einzige Norm der Kunst abgelöst war, führte die Suche nach historischen Vorbildern für das Kunstschaffen der Gegenwart zu einer intensiveren Beschäftigung mit der Architektur aller Zeiten und Völker. Im Zuge des Aufblühens der Geschichtswissenschaft und der akademischen Kunstgeschichte im 19. Jahrhundert wurden Stilkategorien (vgl. Stilkunde) für die Analyse der Architekturgeschichte ausgebildet. Die Abgrenzung der Stilepochen untereinander entwickelt sich jedoch erst im Laufe der Zeit. „Gotik“ und „Romanik“ sind Begriffe aus der Architekturgeschichte, die sich in der gesamten Stilgeschichte verbreitet haben. Die Erforschung der nationalen Kunstdenkmäler wurde in Angriff genommen, parallel zu den Anfängen der Denkmalpflege. Aus der Restaurierungstätigkeit der Architekten (z. B. Viollet-le-Duc) an den mittelalterlichen Kathedralen ergaben sich viele Erkenntnisse zur Baugeschichte. Orts- und regionalgeschichtliche Forschungen durch Geschichtsvereine (Vorreiter ist England mit seinen Archaeological Societies, in Frankreich folgen die Societés Archéologiques diesem Vorbild) stehen neben den ersten Überblicksdarstellungen (z. B. Franz Kugler, Geschichte der Baukunst. Stuttgart 1856–1859). Die Lehre an den Architektenschulen richtete sich zunehmend historisch aus. Im Laufe des 19. Jahrhunderts wandte man sich mehr und mehr vernachlässigten und missachteten Epochen wie dem Barock zu. Dabei stand das Forschungsinteresse stets in einem Zusammenhang mit den ästhetischen Vorurteilen der jeweiligen Gegenwart. Die städtebaulichen Aufgaben der Gründerzeit weckten das Interesse an der Stadtgeschichte und historischen Stadtplanung. Auch die Moderne und die folgenden Strömungen stellen sich trotz der radikalen stilistischen Neuerungen nie außerhalb der Rezeption historischer Baukonzepte.
Moderne Architekturgeschichte erforscht Architektur als Kulturphänomen in seiner historischen Dimension für die Allgemeinheit. Sie geht dabei über eine reine historische Darstellung oder berufsbezogene historische Baukunde und Baudenkmalforschung hinaus und findet auch in fächerübergreifenden Ansätzen wie Urbanistik, Raumordnung und Landschaftsplanung Anwendung, indem sie die historische und kulturelle Bedingtheit von einzelnen Entwürfen und Positionen aufzeigt. Längst auch erfasst und erforscht sie die Bautätigkeit aller Kulturen in globaler Perspektive.

## Architekturgeschichte als Studienfach
Architekturgeschichte wird in der Regel nicht als eigenes Fach studiert, sondern stattdessen eine Kombination aus Fächern, die zum Verständnis der besonderen Arbeitsweise der Architekturgeschichte dienen, wie etwa Kunstgeschichte, Architektur, Denkmalpflege. Auch Klassische Archäologie ist als ein Studium von Architekturhistorikern häufig.
Architekturgeschichte als eigenes Studienfach kann in Deutschland am Institut für Architekturgeschichte (ifag) der Universität Stuttgart oder in den Niederlanden in dem Masterstudiengang History of Architecture and Town planning studiert werden.

## Anwendungsgebiete

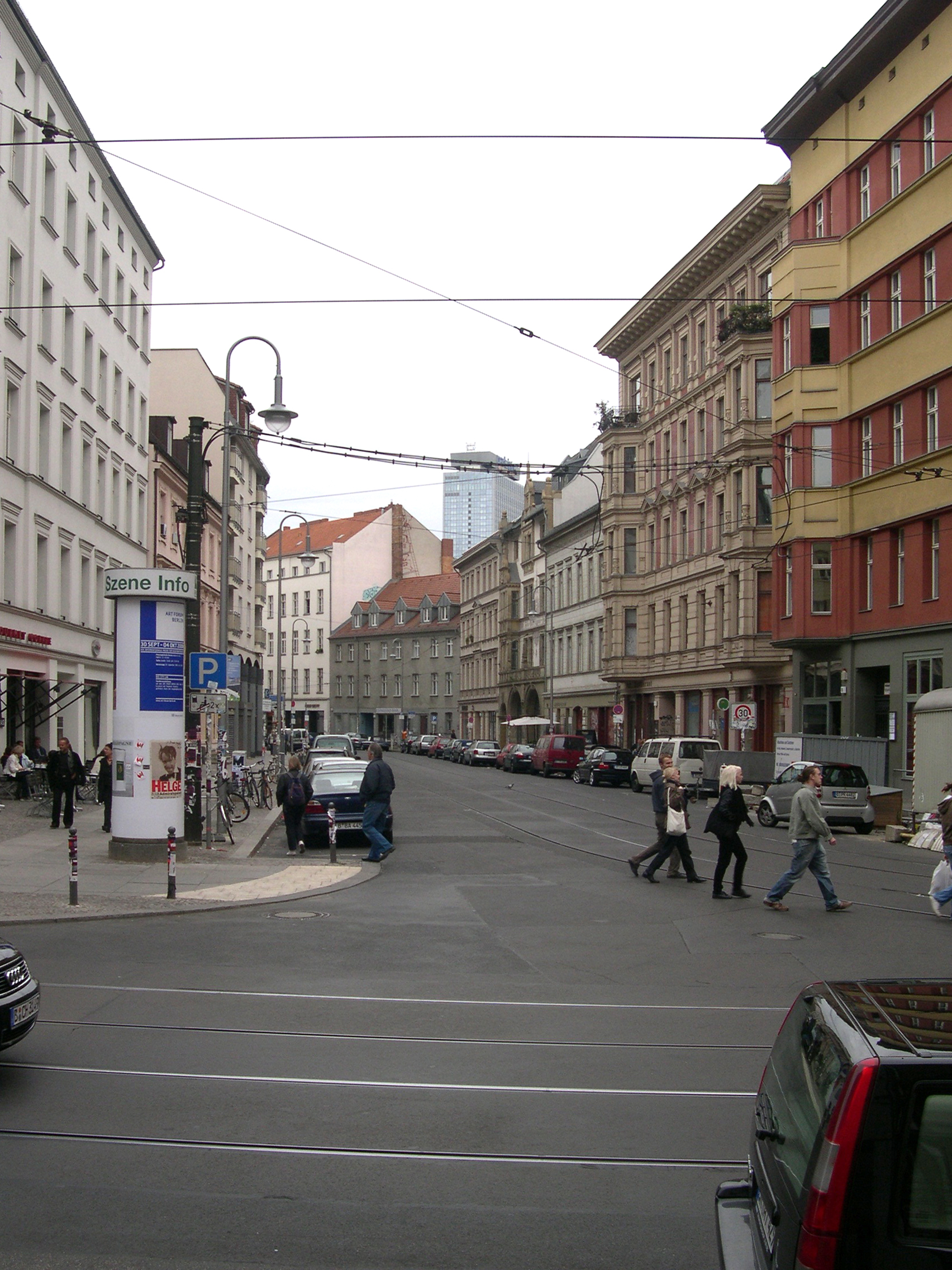
Vielfalt der Architekturgeschichte – Berlin, Neue Schönhauser Straße: der bedingt durch die Entstehung parallel zur Befestigung Memhardts 1658–62 geknickte Straßenverlauf, die niedrigeren Häuser aus der Mitte des 19. Jahrhunderts, die höheren aus dem Historismus und der Reformarchitektur um 1900, so das „Volkskaffeehaus“ von Alfred Messel aus dem Jahr 1890. Das Haus rechts stammt von 1887 und wurde 1929 überformt, darüber das Hochhaus am Alexanderplatz, errichtet 1970 von dem Kollektiv Roland Korn.

Eine Person, die Architekturgeschichte professionell und mit kritischem Methodenbewusstsein betreibt, nennt sich Architekturhistoriker. Architekturgeschichte hat vielfältige Anwendungsgebiete, von denen vier jedoch die häufigsten sind: Architektur, Denkmalpflege, Architekturmuseen und Stadtführungen.
Architekten verwenden die Architekturgeschichte, um für aktuelle Projekte Anregungen zu finden, die Bewältigung ähnlicher Probleme zu vergleichen oder ein Bauwerk mit seinem Umfeld abzustimmen, d. h., es entweder einzupassen oder abzusetzen. Im Falle der bewusst gewählten Anpassung handelt es sich letztlich um einen Fall der Stadtbildpflege oder Denkmalpflege.
In der Denkmalpflege zielt die Erforschung der Architekturgeschichte zunächst auf eine Bewertung der Bauten eines Gebietes, um zu bestimmen, welche einen so hohen kulturhistorischen Wert haben, dass sie mit wissenschaftlicher Begründung als Baudenkmal eingetragen werden müssen (Phase der Inventarisation). Die architekturhistorische Erforschung eingetragener Denkmäler dient ihrem Schutz. So muss einerseits durch die Bauforschung ein Gebäude in seinen Teilen (wie vorher in der Phase der Inventarisation als Ganzes) bewertet werden, um zu entscheiden, welche unbedingt, welche bedingt und welche überhaupt nicht schützenswert sind (Phase der Begleitung einer Baumaßnahme). Andererseits dienen die architekturgeschichtlichen Publikationen der Denkmalpflege zur öffentlichen Vermittlung der Baudenkmäler. Diese Publikationen tragen mit dem Mittel der Überzeugung zu ihrem Schutz bei.
In Architekturmuseen und -archiven wird das architektonische Erbe – meist einer Region – in Form von Planmaterialien, Archivalien oder Modellen gesammelt und aufgearbeitet sowie in Ausstellungen der allgemeinen Öffentlichkeit zugänglich gemacht.
Im Bereich Tourismus und Stadtführungen ist die Architekturgeschichte einer Stadt oder eines Gebiets das eindringlichste Mittel, seinen Charakter und seine Identität zu erklären.
Im Zuge der Digitalisierung finden seit den 1990er Jahren digitale Anwendungen in der Architekturgeschichte zunehmende Verbreitung, darunter 3D-Modelle bzw. Computermodelle, Online-Archive (etwa das Deutsche Dokumentationszentrum für Kunstgeschichte – Bildarchiv Foto Marburg), Edutainment-Angebote (Bildung durch Unterhaltungsangebote, etwa als Videospiel), Laserscans und Computer Vision historischer Orte und virtuelle Realität.

### Wissenschaftsgeschichte
- Klaus Jan Philipp: Gänsemarsch der Stile. Skizzen zur Geschichte der Architekturgeschichtsschreibung. Deutsche Verlags-Anstalt, Stuttgart 1998, ISBN 3-421-03158-4.

### Gesamtdarstellungen
- David Watkin: The rise of architectural history. Architectural, London 1980.
- WBG Architekturgeschichte. Wissenschaftliche Buchgesellschaft (WBG), Darmstadt 2013–2015.
  - Bd. 1: Christoph Brachmann: Das Mittelalter, 800–1500. Klöster – Kathedralen – Burgen. 2014, ISBN 978-3-534-23984-9.
  - Bd. 2: Meinrad von Engelberg: Die Neuzeit, 1450–1800. Ordnung – Erfindung – Repräsentation. 2013, ISBN 978-3-534-23985-6.
  - Bd. 3: Christian Freigang: Die Moderne, 1800 bis heute. Baukunst – Technik – Gesellschaft. 2015, ISBN 978-3-534-23986-3.
- Pavlos Lefas: Architecture. A Historical Perspective. Jovis Verlag, Berlin 2014, ISBN 978-3-86859-315-0.
- Alina Alexandra Payne: From ornament to object: genealogies of architectural modernism. New Haven, Conn.u. a. 2012, ISBN 978-0-300-17533-2

### Einzelne Epochen und geographische Räume
- Robert Suckale: Kunst in Deutschland. Von Karl dem Großen bis heute. DuMont, Köln 1998.
- Hans Ibelings: Europäische Architektur seit 1890. Jovis Verlag, Berlin 2011, ISBN 978-3-86859-038-8.

### Einzelne Gesichtspunkte
- Richard Strobel, Felicitas Buch: Ortsanalyse. Zur Erfassung und Bewertung historischer Bereiche (= Arbeitshefte des Landesdenkmalamts Baden-Württemberg). Theiss, Stuttgart 1986.
- Michael Petzet, Gert Mader: Praktische Denkmalpflege. Kohlhammer, Stuttgart/Berlin/Köln 1993.
- Norbert Huse: Unbequeme Baudenkmale. C. H. Beck, München 1997 (Dieses Buch entwickelt ein von der Denkmalpflege angeregtes, differenziertes Bild verschiedener Aspekte der Architekturgeschichte.)
- Ralf Liptau: Architekturen bilden. Das Modell in Entwurfsprozessen der Nachkriegsmoderne. transcript, Bielefeld 2019, ISBN 978-3-8376-4440-1.
- Christian Welzbacher: Monumente der Macht. Eine politische Architekturgeschichte Deutschlands, 1920–1960. Berlin 2016, ISBN 978-3-86964-106-5.